# Leon Prima

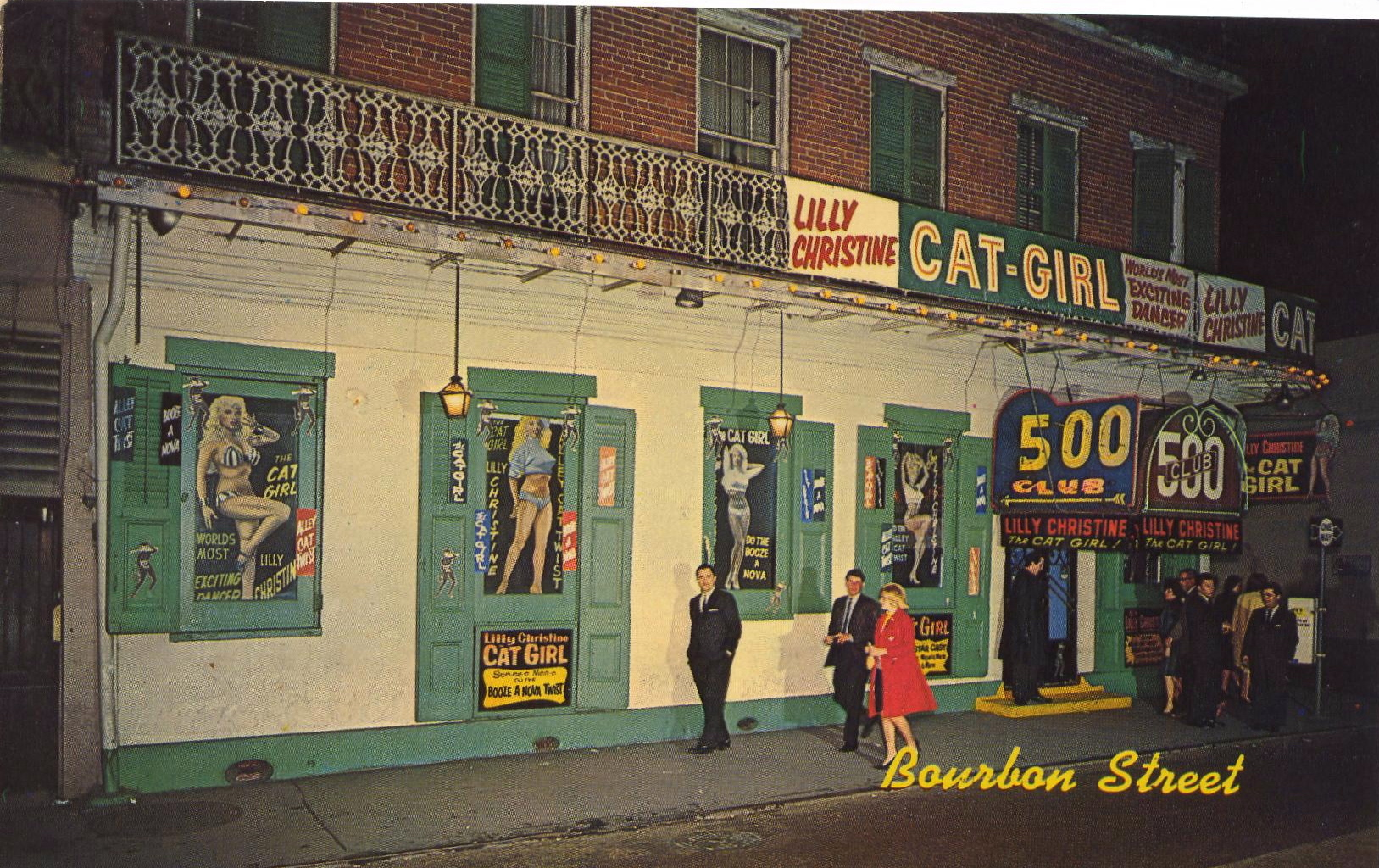
Leon Prima's 500 Club, Bourbon Street, New Orleans, in de jaren zestig

Leon Prima (New Orleans, 28 juli 1907 - 1985) was een Amerikaanse jazz-trompettist.
Prima, een oudere broer van de zanger Louis Prima, begon op de piano, maar stapte later over op de trompet. Hij speelde op jonge leeftijd met Leon Roppolo, Ray Bauduc, Jack Teagarden en Peck Kelley (1925–27). Eind jaren twintig, begin jaren dertig leidde hij met Sharkey Bonano de band Melody Masters, daara speelde hij aanmerkerlijk minder. In de periode 190-1946 werkte hij in de bigband van zijn broer, in New York. Terug in New Orleans had hij een eigen groep en leidde hij onder andere de nachtclub 500 Club. Tevens was hij, na zijn actieve muziekleven, actief in de bouw (onroerend goed).
Prima heeft niet veel opgenomen als leider. Er bestaan een paar live-opnames en vier studio-opnames verschenen op een album van Southland Records.
- Bibliothèque nationale de France: cb139757372 (data)
- International Standard Name Identifier: 0000 0000 5885 9708
- Library of Congress Control Number: no2009056066
- MusicBrainz: faf9ad81-bffb-43d2-98ad-0396dfdda66a
- SNAC: w6bd80ht
- Virtual International Authority File: 204584
- WorldCat: E39PBJw94y3cwxmVC7DrVX3mh3